# المجدر (المقاطرة)

تعديل مصدري - تعديل

المجدر هي إحدى قرى عزلة الهويشة بمديرية المقاطرة التابعة لمحافظة لحج، بلغ تعداد سكانها 105 نسمة حسب تعداد اليمن لعام 2004.